# Antarctobiotus ignobilis
Antarctobiotus ignobilis är en kräftdjursart som beskrevs av Lewis 1972. Antarctobiotus ignobilis ingår i släktet Antarctobiotus och familjen Canthocamptidae. Inga underarter finns listade i Catalogue of Life.